# Афера (фильм, 1973)
«Афера» (англ. The Sting) — художественный фильм режиссёра Джорджа Роя Хилла, вышедший на экраны в 1973 году. Как и в предыдущем фильме Хилла, «Бутч Кэссиди и Санденс Кид», главные роли сыграли Роберт Редфорд и Пол Ньюман.
Лента получила 10 номинаций на премию «Оскар» и выиграла 7 из них, в том числе в номинации «Лучший фильм года». Фильм считается классикой жанров «фильм-ограбление» и «бадди-муви». Кроме того, большой популярностью пользуется музыкальная тема к фильму (регтайм Скотта Джоплина The Entertainer).
Десять лет спустя режиссёром Джереми Кэгэном (англ. Jeremy Kagan) был поставлен сиквел «Афера 2 (англ. The Sting II)», в котором ни Редфорд, ни Ньюман участия не принимали.

## Сюжет
Фильм условно делится на 7 частей, разделённых рисованными заставками:
The Players («Игроки»),
The Set-up («Заговор»),
The Hook («Крючок»),
The Tale («Легенда»),
The Wire («Телеграф»),
The Shut-out («Неувязка»),
The Sting («Афера»).
Пригород Чикаго — Джолит, 1936 год. Двое уличных мошенников — молодой Джонни Хукер (Роберт Редфорд) и пожилой Лютер Коулман (Роберт Эрл Джонс) — случайно обкрадывают курьера, работающего на влиятельного босса мафии Дойла Лоннегана (Роберт Шоу), который сразу же организует погоню за ними. Джонни удаётся скрыться, а Лютер становится жертвой бандитов. Джонни отправляется к старому приятелю Лютера Генри Гондорфу (Пол Ньюман), аферисту экстра-класса, и предлагает отомстить Лоннегану за смерть своего друга и коллеги. Генри соглашается.
Начинается разработка и реализация сложного плана аферы. Прежде всего, узнают о слабом месте Дойла — он шулер и любит поиграть в покер, обыгрывая противников в поездах. Генри прикидывается, будто бы он хозяин солидной букмекерской конторы, и оказывается в одном поезде с Лоннеганом. В ходе игры Гондорф выигрывает у Лоннегана 15 000 долларов и выводит того из душевного равновесия. Лоннеган хочет отомстить Гондорфу, и тот подсылает к нему Джонни Хукера со специально разработанной легендой. Хукер якобы сам хочет отомстить Гондорфу и готов сдать Лоннегану способ, как можно обанкротить крупной ставкой его букмекерскую контору.
Гондорф предусматривает несколько отвлекающих манёвров. Он учитывает то, что Гондорфа ищет ФБР, а за Хукером охотится коррумпированный полицейский и идут по пятам наёмные убийцы Лоннегана. Тем временем в Чикаго готовится подставной офис конторы, которая работает по телеграфу со ставками на лошадиных бегах. Собирается целая бригада подставных «игроков» и «сотрудников» конторы. Хукер рассказывает Лоннегану технологию, как он собирается «отомстить» шефу. По его словам, у него есть свой человек в телеграфной компании Western Union, и тот может сдать нужную лошадь в нужном забеге за несколько минут до того, как информация попадёт в букмекерские конторы страны. Мошенники даже показывают офис и подкупленного сотрудника Western Union. Лоннеган дважды делает пробную ставку, и вроде бы всё работает, как и было предсказано. После этого он решается на главную ставку в 500 тысяч долларов и проигрывает, в точности согласно плану аферистов.
Могущественный мафиозо должен расстаться с деньгами без лишних жертв, и поэтому напоследок задуман завершающий манёвр. Гондорф и Хукер имитируют собственную смерть в перестрелке от внезапно нагрянувших «агентов» ФБР, Лоннегана же уводят под тем предлогом, чтобы он не оказался замешан в скандальной истории.

## В ролях
- Роберт Редфорд — Джонни «Келли» Хукер
- Пол Ньюман — Генри «Шоу» Гондорфф
- Роберт Шоу — Дойл Лоннеган
- Чарльз Дёрнинг — лейтенант Уильям Снайдер
- Рэй Уолстон — Джей Джей Синглтон
- Айлин Бреннан — Билли
- Гарольд Гулд — Кид Твист
- Джон Хеффернан — Эдди Найлз
- Дана Элкар — агент Полк
- Джек Кихоу — Джо Эри
- Димитра Арлисс — Лоретта Салино
- Роберт Эрл Джонс — Лютер Коулман
- Чарльз Диркоп — Флойд, телохранитель
- Салли Кёркланд — танцовщица бурлеска Кристал
- Кен Сэнсом — сотрудник Western Union

## Музыка
Фильм известен музыкой, сопровождающей титры, — это регтайм The Entertainer, написанный Скоттом Джоплином в 1902 году (звучит в аранжировке Марвина Хэмлиша). При этом в 1930-х годах, когда происходит действие фильма, регтайм давно вышел из моды. Фильм «Афера» послужил одной из причин возрождения интереса к регтайму в Северной Америке в 1970-х годах.

## Награды и номинации
- 1973 — премия Национального совета кинокритиков США за лучший фильм.
- 1974 — 7 премий «Оскар»: за лучший фильм (Тони Билл, Джулия Филлипс, Майкл Филлипс), за лучшую режиссуру (Джордж Рой Хилл), за лучший оригинальный сценарий (Дэвид Уорд), за лучшую музыку (Марвин Хэмлиш), за лучшую работу художника-постановщика (Генри Бамстэд, Джеймс Пэйн), за лучшие костюмы (Эдит Хед), за лучший монтаж (Уильям Рейнольдс). Также лента была номинирована на премии за лучшую мужскую роль (Роберт Редфорд), лучшую операторскую работу (Роберт Сёртис), лучший звук (Рональд Пирс, Роберт Бертран).
- 1974 — премия «Давид ди Донателло» лучшему зарубежному актёру (Роберт Редфорд).
- 1974 — премия Гильдии режиссёров США за лучшую режиссуру художественного фильма (Джордж Рой Хилл).
- 1974 — номинация на премию Эдгара Аллана По за лучший художественный фильм (Дэвид Уорд).
- 1974 — номинация на премию «Золотой глобус» за лучший сценарий (Дэвид Уорд).
- 1974 — номинация на премию Гильдии сценаристов США за лучшую оригинальную драму (Дэвид Уорд).
- 2005 — лента включена в Национальный реестр фильмов.